# Équipe d'Iran des moins de 20 ans de football
L'équipe d'Iran de football des moins de 20 ans ou U20 est constituée par une sélection des meilleurs joueurs iraniens de moins de 20 ans sous l'égide de la Fédération d'Iran de football.

## Sélection actuelle
Les joueurs appelés pour disputer les éliminatoires de la Coupe d'Asie des nations des moins de 20 ans 2023.
Gardiens
- Mohammed Khalifeh
- Sadegh Salehi
- Adib Zarei

Défenseurs
- Amin Hazbavi
- Mahdi Javid Mehreh
- Mersad Seifi
- Ali Reza Saadipour
- Farzin Moamelehgari
- Amin Pilali
- Amirreza Eslamtalab
- Milad Kor
- Aliakbar Ranjbar

Milieux
- Mirmohammadreza Torabi
- Arshia Sarshogh
- Farhad Zavoshi
- Abbas Sharafi
- Mohammad Javad Hosseinnezhad
- Mojtaba Fakhrian
- Ahmadreza Mousavi

Attaquants
- Erfan Ghorbani
- Amir Ebrahimzadeh
- Hossein Hajizadeh
- Saeid Saharkhizan